# Курманайбаш
Курманайбаш  (баш. Ҡорманайбаш) — село в Миякинском районе Республики Башкортостан Российской Федерации. Входит в состав Миякинского сельсовета.

## География

### Географическое положение
Расстояние до:
- районного центра (Киргиз-Мияки): 12 км,
- центра сельсовета (Киргиз-Мияки): 12 км,
- ближайшей ж/д станции (Аксёново): 45 км.

## Население
| 2002 | 2009 | 2010 |
| ---- | ---- | ---- |
| 209  | ↗223 | ↘194 |

Согласно переписи 1920 года, в селе Курманай-Баш проживало 590  татар.